# Ковальов Сергій Іванович
Сергі́й Іва́нович Ковальо́в (13 (25) вересня 1886 — 12 грудня 1960) — російський історик, антикознавець, доктор історичних наук (1938).

## Біографія
Народився на Уралі, в родині управляючого маєтком. 1908 року вступив на фізико-математичний факультет Петербузького університету, проте 1910 року перейшов на історико-філологічний факультет. В період 1915–1918 років перебував на військовій службі. Після завершення служби викладав у школах робітничої молоді Петрограда. У 1919–1938 роках перебував на службі в РСЧА як викладач історії на різних курсах, а потім у Військово-політичній академії імені В. І. Леніна. Без відриву від служби в РСЧА закінчив історико-філологічний факультет Петроградського університету (1922).
Працював викладачем в університеті і педагогічному інституті (з 1924), очолював сектор історії стародавнього світу в Державній академії історії матеріальної культури в 1930–1937 роках (сучасний Інститут археології РАН). Працював завідувачем кафедрою історії стародавнього світу на історичному факультеті Ленінградського державного університету в період 1934–1956 роки). Паралельно з викладацькою діяльністю працював у Ленінградському відділенні Інституту історії СРСР до 1950 року (сучасний Санкт-Петербурзький інститут історії РАН) і був директором Музею історії релігії та атеїзму (1956-60, нині Державний музей історії релігії).

## Основні праці
Основні праці присвячені соціально-економічній характеристиці стародавнього світу, вченню класиків марксизму-ленінізму про рабовласницькі формації, питанню класової боротьби і повстань рабів, походження і класової суті християнства.
Підручники
- «Курс всемирной истории» (1923–1925)
- «История древнего мира» (1954)

Книжки
- Ковалев С. И. История Рима. — Ленинград : Издательство Ленинградского государственного университета, 1948. — 809 с. (рос.)

Монографії
- Александр Македонский, Л., 1937;
- Очерки истории древнего Рима, М., 1956 (спільно з О. М. Штаєрман);
- Основные вопросы происхождения христианства, М.—Л., 1964.